# Климчук Сергій Дмитрович
Сергі́й Дми́трович Климчу́к (19 березня 1969 — 17 серпня 2014) — старший сержант Збройних сил України, учасник російсько-української війни.

## Життєпис
Народився 1969 року в селі Троянівка (Маневицький район, Волинська область). 1986 року закінчив Троянівську загальну середню школу. Проходив строкову військову службу; у 1989 році завершив у званні старшини. Здобув дві вищі освіти — 1994-го у Волинському державному університеті імені Лесі Українки, вчитель української мови та літератури, 1998-го — інститут післядипломної освіти, юрист. Входив до складу Волинського козацького стрілецького братства. Студентом брав активну участь у підтримці Революції на граніті.
Працював вчителем української мови та літератури у середній школі села Літогоща Рожищенського району. Потім — юристом, Волинський обласний центр з надання безоплатної правової допомоги. Викладав правові дисципліни — у Луцькому інституті розвитку людини університету «Україна». Був учасником Помаранчевої революції 2004 року.
Активний учасник Євромайдану, 4-та козацька сотня. Проходив фізичні тренування, військовий вишкіл та злагодження.
У часі війни — старший водій 24-й батальйону територіальної оборони «Айдар». Перед «Айдаром» було поставлено завдання перекрити шлях терористам до Луганська, аби не здійснювалося постачання зброї та техніки.
Загинув 17 серпня 2014 р., того дня дві роти «Айдара» розміщувалися у Новосвітлівці та Хрящуватому. Сергій переносив поранених побратимів в укриття під мінометним обстрілом, загинув від осколкового поранення в голову.
Без Сергія лишились дружина, донька Вікторія, сестра Тетяна.
24 серпня 2014 року похований у селі Гаразджа Луцького району. 24 серпня 2014 року в Луцьку оголошено днем жалоби.

## Нагороди та вшанування
За особисту мужність і героїзм, виявлені у захисті державного суверенітету та територіальної цілісності України, вірність військовій присязі під час Російсько-української війни, відзначений — нагороджений
- орденом «За мужність» III ступеня (посмертно)
- нагрудним знаком «За оборону Луганського аеропорту» (посмертно)
- у червні 2015-го в Троянівці вулицю Першотравневу названо на честь Сергія Климчука
- в лютому 2016-го у Луцьку на вулиці Бенделіані відкрито меморіальну дошку його честі
- Вшановується 17 серпня на щоденному ранковому церемоніалі вшанування українських захисників, які загинули цього дня у різні роки внаслідок російської збройної агресії[2]
- Його портрет розміщений на меморіалі «Стіна пам'яті полеглих за Україну» у Києві: секція 2, ряд 9, місце 41.
- Почесний громадянин міста Луцька (рішення Луцької міської ради від 25 липня 2018 року № 44/1)[3].